# Герб на Париж
На герба на Париж на червено поле е изобразен сребърен кораб сред сребърни вълни. Надписът под него на латински: FLUCTUAT NEC MERGITUR, означава Люлее се, но не потъва. В горната си част гербът има лазурно синьо поле, осеяно със златни лилии.